# Кавказский скорпион
Кавказский скорпион (лат. Mesobuthus caucasicus) — вид скорпионов из семейства Buthidae.

## Этимология
Видовое название связано с типовой территорией — местом сбора типового материала.

## Описание
Длина до 80 мм. Покровы светло-желтые, иногда с зеленоватым оттенком. Сегменты метасомы длиннее, чем у M. eupeus. Тельсон продолговатый, овальный. В отличие от M. eupeus, мезосома без темных поперечных полос. Единственные темные участки — область между медиальными и боковыми глазами. V сегмент метасомы (от основания примерно до трети его длины) коричневатого цвета. Ноги жёлтые.

## Распространение и среда обитания
Кавказ, Закавказье, Прикаспий, Турция, Иран, Средняя Азия и Казахстан. Также иногда встречается на Украине.
Населяет пустыни, полупустыни и предгорья.

## Опасность для человека
Укол этого вида очень болезненен, но для здоровья человека не опасен, при условии отсутствия аллергических реакций.

## Классификация
Выделяют следующие подвиды:
- Mesobuthus caucasicus caucasicus (Nordmann, 1840)
- Mesobuthus caucasicus fuscus (Birula, 1897)
- Mesobuthus caucasicus intermedia Birula, 1897
- Mesobuthus caucasicus kaznakovi (Birula, 1904)
- Mesobuthus caucasicus parthorum Pocock, 1889
- Mesobuthus caucasicus przewalskii (Birula, 1897)